# 逆鳞 (2024年电影)
《逆鳞》是一部2024年中國犯罪劇情片，講述一名幫派老大帶著兄弟投靠澳門富商，但卻陷入了一場危及性命的生死賭局。電影由大庆執導，尚可編劇兼監製，沈腾、张雨绮、高捷、蔡文静和曲哲明領銜主演，魏翔特别出演，刘欢特别主演；2024年8月23日在中國院線上映。

## 演員
- 沈腾飾演尊非
- 张雨绮飾演苏笑
- 高捷飾演黄朝晋
- 蔡文静飾演桃子
- 曲哲明飾演常喜来
- 魏翔飾演蒋井泉（特别出演）
- 刘欢飾演耀武（特别主演）

## 製作及發行
本片原名《光天化日》，早在2017年立項並备案，2018年展開主要拍攝。但電影在製作完成後，直到2024年8月定檔前，長達六年無動靜。本片入選國家電影局的「2024年度第八批重点作品版权保护预警名单」。

## 發行
《逆鳞》2024年8月23日在中國院線上映。本片上映幾乎無宣傳，定檔訊息由沈腾2024年8月7日宣布。片方2024年8月21日在北京舉行首映禮。

## 外部連結
- 互联网电影数据库（IMDb）上《逆鳞》的资料（英文）
- 豆瓣电影上《逆鳞》的資料 （简体中文）